# الفيلق الخامس المقدوني
الفيلق الخامس المقدوني هو فيلق روماني، تأسس سنة 43 ق.م. على يد القنصلين غايوس فايبوس بانسا كايترونياس وغايوس أوكتافيوس. استقر في البداية في مقاطعات البلقان (مقدونيا ومويسيا وداقية). في بداية القرن الخامس الميلادي، تشير السجلات الرومانية إلى تمركزه في داقية مع انتقال بعض وحداته إلى الشرق ومصر.
كان آخر تسجيل لتحركات الفيلق تمركزه في مصر قبل سنة أو اثنتين من الفتح الإسلامي لمصر، حيث يعتقد أنه سُحق في هذه الحرب، وإن كان من غير المؤكد ما إذا كانت بعض وحداته هي من شاركت في هذه المعارك أم كان الفيلق بكامله مشاركًا.